# Raksha

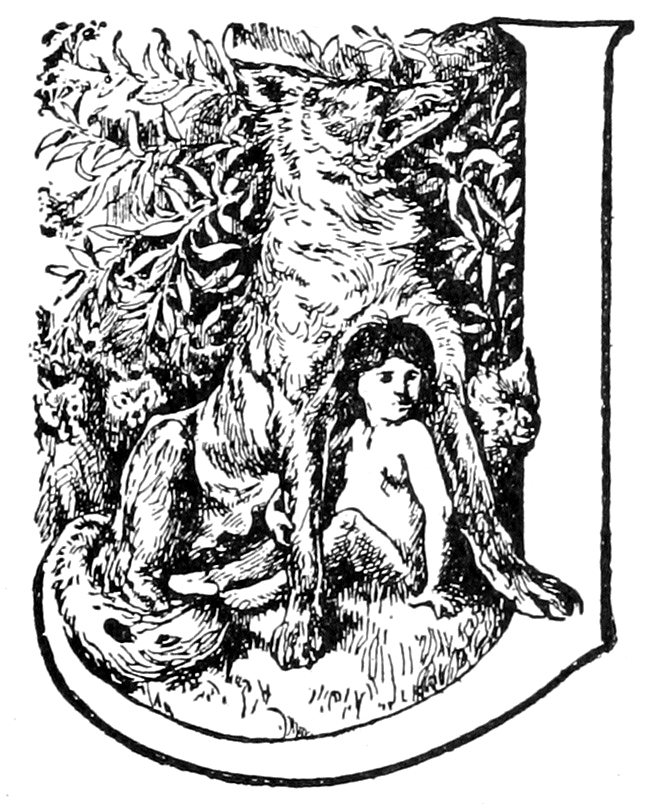
Illustration du livre de la jungle de W.H. Drake ou John Lockwood Kipling

Raksha (en hindi : रक्षा / Rakšā ou Mère Louve comme son nom initial) est un personnage fictif présenté dans les histoires de Mowgli de Rudyard Kipling, rassemblées dans Le Livre de la jungle et Le Deuxième Livre de la jungle.

## Histoire
C'est une louve indienne, membre de la meute Seeonee, qui, tout en allaitant ses propres petits, décide également d'adopter un « petit » humain que son compagnon Rama a trouvé errant dans la jungle, le nommant « Mowgli » (qui signifie « grenouille » dans le Discours de la Jungle) en raison de son absence de poils.
Défiant le tigre Shere Khan, déterminé à manger le petit d'homme, elle révèle que son nom est Raksha (« protection/nourriture ») en raison de sa férocité en tant que combattante, et qu'elle se battra jusqu'à la mort pour n'importe lequel de ses petits, naturels ou adoptés. Dans certaines versions, elle donne son nom à Shere Khan sous le nom de « Raksha le Démon ».
Raksha ne joue pas un grand rôle dans les histoires de Mowgli, mais offre occasionnellement un soutien moral à son fils adoptif.

## Disney
- Raksha apparaît brièvement au début du Livre de la jungle de Disney. Bagheera découvre le jeune Mowgli dans la jungle et l'emmène chez Raksha, qui vient d'avoir des petits. Elle l'élève avec ses propres petits et 10 ans plus tard, Mowgli connaît bien la vie dans la jungle.
- Raksha apparaît dans Le Livre de la jungle : L'histoire de Mowgli, avec la voix de Peri Gilpin. Dans cette version, elle est la compagne d'Akela. Elle est ensuite tuée par Shere Khan alors qu'elle part aider à sauver Mowgli des Bandar-log.
- Raksha apparaît dans l'adaptation live-action de Disney de 2016 où elle est interprétée par l'actrice oscarisée Lupita Nyong'o. Dans une interview concernant son personnage, Nyong'o a décrit Raksha comme étant profondément attentionnée envers ses chiots, y compris Mowgli, qu'elle adopte comme le sien, et la considère comme une protectrice[1]. Dans le film, Raksha élève Mowgli comme son fils sous le sanctuaire d'Akela avec ses propres chiots, dont Grey Brother, et le défend de Shere Khan lorsqu'il vient au point d'eau pendant la sécheresse. Cependant, les menaces du tigre envers Mowgli et la meute suscitent un débat sur la question de savoir si Mowgli doit ou non partir. Mowgli décide de partir avec Bagheera pour protéger la meute de Seeonee. Bien qu'elle soit réticente à abandonner Mowgli, elle le laisse partir, déclarant que Mowgli sera toujours son fils. Lorsque Shere Khan revient et exige que Mowgli lui soit livré, mais découvre qu'il est parti, Shere Khan tue Akela et prend le contrôle de la meute, espérant que cela l'attirera à nouveau. Lorsqu'elle lui demande pourquoi Shere Khan a fait cela après avoir raconté aux petits une histoire sur le coucou, il répond qu'il veut la mort de Mowgli plutôt que de simplement le voir partir. Lorsque Mowgli revient pour affronter Shere Khan avec le feu, elle et le reste de la meute ont peur de lui car il a accidentellement mis le feu à la jungle. Lorsqu'il jette le feu, Raksha rassemble les loups et est rejoint par Bagheera et Baloo dans la lutte contre Shere Khan afin que Mowgli ait suffisamment de temps pour tendre un piège au tigre et le tuer. Après que l'incendie ait été éteint par Mowgli et les éléphants, Raksha et les autres créatures de la jungle louent Mowgli. Quelque temps plus tard, Raksha est désormais le chef de la meute de Seeonee et a joyeusement accepté le retour de Mowgli dans sa famille.

## Dans d'autres médias
- Dans l'anime Le Livre de la Jungle Shonen Mowgli, Raksha apparaît comme dans le livre, sauf qu'elle est renommée Luri, a un rôle plus important dans le scénario et devient le chef éventuel de la meute de loups. Elle est doublée par Mari Yokoo en japonais et par Kathleen Fee en anglais.
- Raksha apparaît dans la série animée Le Livre de la jungle, avec la voix de Prudence Alcott. Elle est représentée comme un loup blanc.
- Raksha apparaît dans le court métrage d'animation de Chuck Jones, Mowgli's Brothers (en), dans le cadre de l'origine de Mowgli, avec une grande partie de son dialogue original tiré de l'histoire de Kipling. Elle est doublée par June Foray.
- Raksha est renommée Nisha dans Mowgli : La Légende de la Jungle où elle est interprétée par Naomie Harris.